# Пшиленкі (Куявсько-Поморське воєводство)
Пшиленкі (пол. Przyłęki, нім. Netzort) — село в Польщі, у гміні Біле Блота Бидґозького повіту Куявсько-Поморського воєводства.
Населення — 1072 особи (2011).

## Демографія
Демографічна структура станом на 31 березня 2011 року:
|          | Загалом | Допрацездатний вік | Працездатний вік | Постпрацездатний вік |
| -------- | ------- | ------------------ | ---------------- | -------------------- |
| Чоловіки | 545     | 161                | 358              | 26                   |
| Жінки    | 527     | 133                | 332              | 62                   |
| Разом    | 1072    | 294                | 690              | 88                   |